# Campagna di Norvegia
La campagna di Norvegia o campagna norvegese è stata un'operazione bellica della seconda guerra mondiale avvenuta nel teatro di guerra scandinavo dal 9 aprile al 10 giugno 1940, e che rappresentò il primo scontro diretto tra le forze degli Alleati (Regno Unito e Francia) e la Germania nazista.
La Norvegia entrò fin da subito nelle mire espansionistiche tedesche per l'abbondanza di miniere di minerali ferrosi, le cui materie prime erano trasportabili via nave dal porto norvegese di Narvik. Nonostante il blocco navale atlantico, l'occupazione militare impedì alla marina britannica operazioni di sbarco in Scandinavia (le montagne costiere conferivano un enorme vantaggio difensivo).
Le basi aeree norvegesi, come la Sola Air Station a Stavanger, aumentarono la loro importanza dell'escalation militare nella battaglia dell'Atlantico, poiché permettevano le missioni di ricognizione dei velivoli tedeschi di ampio raggio sopra il Nord Atlantico, evitando il Regno Unito.
La guerra e l'occupazione dell'aspro territorio norvegese (caratterizzato quasi esclusivamente da fiordi, montagne, isole sconnesse e coste rocciose) impegnò molte risorse della marina e dell'esercito tedesco.

## Importanza della Norvegia
Il Regno Unito e la Francia avevano firmato trattati di assistenza militare con la Polonia e due giorni dopo l'invasione della Polonia, il 1º settembre 1939, dichiararono guerra alla Germania.
Tuttavia, esse non aprirono un fronte di guerra occidentale contro la Germania per diversi mesi. Per questo motivo questa situazione venne soprannominata la "strana guerra".
Durante questo periodo, entrambe le parti si misero alla ricerca di fronti secondari. Gli Alleati, in particolare la Francia, desideravano evitare la guerra di trincea, com'era avvenuto lungo il confine franco-tedesco durante la prima guerra mondiale. L'alto comando tedesco non era inoltre convinto di avere le risorse necessarie per lanciare un assalto alla Francia in quel momento. La Norvegia era considerata da entrambi come una regione da cui lanciare un'offensiva contro il nemico.
La Norvegia, nonostante fosse neutrale, era considerata di importanza strategica da entrambi i belligeranti per due motivi principali. Innanzitutto, era importante il porto di Narvik, dal quale venivano esportate grandi quantità di ferro provenienti dalle miniere della Svezia, necessarie alla Germania; quella rotta era particolarmente importante durante i mesi invernali, quando il Mar Baltico era ghiacciato; Narvik aumentò ulteriormente la sua importanza per gli inglesi quando divenne chiaro che il progetto Catherine, un piano per controllare il Mar Baltico, non era praticabile.
In secondo luogo, i porti norvegesi potevano diventare un varco nel blocco navale della Germania, permettendo l'accesso a quest'ultima verso l'Oceano Atlantico. La Norvegia era inoltre significativa simbolicamente per il partito nazista di Adolf Hitler, poiché era considerata da molti come la culla della cosiddetta razza ariana.

## Guerra d'inverno
Quando l'Unione Sovietica invase la Finlandia, il 30 novembre 1939, gli Alleati si ritrovarono allineati con la Norvegia e la Svezia nel sostenere la Finlandia contro l'aggressore: questa fu un'opportunità per gli Alleati che, mentre erano in sintonia con Helsinki, videro anche la possibilità di usare quest'azione come pretesto per inviare delle truppe di appoggio e occupare le miniere svedesi e i porti norvegesi. Inizialmente venne pianificato un corpo di spedizione consistente in due divisioni, con la possibilità di essere rafforzato fino a 150 000 unità.
Questo piano generò molta preoccupazione in Germania. Il patto Molotov-Ribbentrop aveva posto la Finlandia nella sfera d'interesse sovietica, quindi i tedeschi si dichiararono neutrali nel conflitto: questa linea d'azione provocò un sentimento antitedesco in tutta la Scandinavia, poiché era opinione comune che Berlino si sarebbe alleata con i sovietici. Iniziò ad emergere nell'alto comando tedesco il timore che la Norvegia e la Svezia avrebbero permesso alle truppe alleate di aiutare la Finlandia.
Gli Alleati attesero tanto ad inviare forze militari anche perché Oslo e Stoccolma erano state particolarmente caute ad accettare truppe alleate dopo aver assistito al "tradimento dell'occidente" durante la campagna polacca e non volevano rischiare la propria neutralità, poiché l'ingresso delle truppe anglo-francesi attraverso i propri confini le avrebbe coinvolte nella guerra (Norvegia e Svezia avevano conseguentemente già negato il permesso di sbarco e transito agli Alleati). Difatti, l'unica via di rifornimento della Finlandia passava attraverso il porto norvegese di Narvik, essendo il Baltico bloccato dai tedeschi.
Narvik divenne quindi un importante obiettivo logistico anglo-francese. Tra l'altro, l'obbiettivo non dichiarato del corpo di spedizione era non tanto quello di aiutare la Finlandia nelle operazioni, ma quello mettere al sicuro i giacimenti di petrolio, le miniere di ferro e le varie risorse naturali della Lapponia svedese e finlandese.
Con il trattato di pace di Mosca, firmato il 12 marzo 1940 fra Unione Sovietica e Finlandia, gli Alleati annullarono il progetto; il mancato sbarco fece cadere il governo francese presieduto da Édouard Daladier. Il 28 marzo 1940, alle ore 10, in una riunione a Downing Street del consiglio supremo interalleato si decide di consegnare il 2 aprile una nota diplomatica intimidatoria agli svedesi e norvegesi e minare il 4 aprile in più punti la linea costiera norvegese.
(Ammiraglio Darlan)
A seguito di questa considerazione fu deciso il contemporaneo sbarco di truppe, con la consapevolezza che il giorno seguente i tedeschi avrebbero reagito. L'operazione Wilfred fu posticipata: all'8 aprile la posa di mine, al 9 aprile lo sbarco dei britannici nei porti di Narvik, Trondheim, Bergen, Stavanger. Le navi impiegate furono gli incrociatori HMS Devonshire, HMS Berwick, HMS York, HMS Glasgow. Il porto di partenza designato fu Rosyth. L'8 aprile alle ore 18.45 il mercantile tedesco Rio de Janeiro, carico di soldati, venne affondato nelle acque norvegesi dal sottomarino polacco ORP Orzeł; nella stessa data l'Orzeł venne dato per disperso, e successive analisi lo diedero per affondato in un campo minato tedesco. Le teste di ponte anglo-francesi in Norvegia all'8 maggio risultavano: Aandalsnes (15ª brigata britannica) e Namsos (5º reggimento truppe alpine francesi).

## L'incontro con Quisling
Inizialmente il comando tedesco riteneva che la neutralità della Norvegia fosse vantaggiosa: fino a quando gli Alleati non avessero potuto entrare nelle acque norvegesi, ci sarebbe stato un passaggio sicuro per le navi mercantili che viaggiavano lungo la costa e trasportavano le risorse provenienti dalla Svezia. Tuttavia il Großadmiral Erich Raeder era favorevole ad un'invasione e riteneva che i porti norvegesi avrebbero potuto offrire le migliori infrastrutture per gli U-Boot utilizzati per assediare le isole britanniche; inoltre pensava che ci fosse la possibilità che gli Alleati atterrassero in Scandinavia.
L'11 dicembre 1939 Hitler e Raeder si incontrarono con Vidkun Quisling, un ex Ministro della Difesa norvegese simpatizzante per i nazisti: quest'ultimo riferì che c'era un alto rischio d'invasione da parte dell'Inghilterra e che il governo norvegese avrebbe segretamente appoggiato l'occupazione della Germania (quest'ultima affermazione, alla luce dei fatti, si sarebbe dimostrata falsa); inoltre li informò che era nella posizione per assicurare la massima cooperazione con le forze tedesche. Tre giorni dopo il dittatore tedesco ordinò all'Oberkommando der Wehrmacht di preparare i piani per una possibile invasione della Norvegia.
Durante un secondo incontro con Quisling, avvenuto il 18 dicembre, Hitler sottolineò il suo desiderio di mantenere la Norvegia neutrale ma annunciò anche che, se le forze Alleate avessero esteso la guerra nella Scandinavia, egli avrebbe reagito in modo appropriato. In seguito il Führer annullò le future collaborazioni con Quisling, sospettando che avesse sovrastimato le proprie forze per trarne profitto.

## L'incidente dell'Altmark

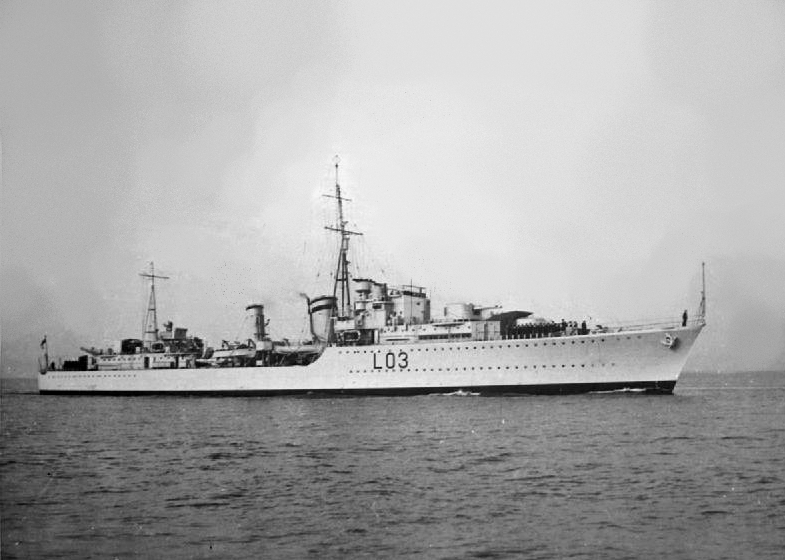
Il cacciatorpediniere britannico HMS Cossack, autore, il 16 febbraio 1940, dell'abbordaggio alla petroliera tedesca Altmark

Il 14 febbraio 1940 il vascello tedesco Altmark, che trasportava 303 prigionieri di guerra inglesi, venne autorizzato all'attraversamento delle acque territoriali norvegesi. In base alle leggi internazionali, tutti i vascelli non combattenti appartenenti ad una nazione in conflitto potevano cercare rifugio per un certo periodo di tempo in acque neutrali, se autorizzati. Quando un gruppo di cinque cacciatorpediniere inglesi lo intercettò, l'Altmark cercò rifugio in un fiordo: ignorando gli accordi internazionali e la neutralità norvegese, l'HMS Cossack entrò nel fiordo e abbordò la nave tedesca.
L'operazione si concluse con l'uccisione di sette soldati tedeschi e la liberazione dei prigionieri: questa violazione della sua neutralità irritò la Norvegia e suscitò dibattiti in entrambe le fazioni. L'evento portò gli Alleati a dubitare della capacità della Norvegia di controllare il proprio territorio ed iniziarono a preparare un piano, proposto per la prima volta dopo la caduta della Polonia da Winston Churchill, per depositare delle mine navali nella regione. Quest'operazione venne in seguito rinviata nella speranza che la Norvegia accettasse il dispiegamento di truppe Alleate per fornire aiuto alla Finlandia.
I tedeschi dedussero che la Norvegia non era in grado di mantenere la sua neutralità e che il governo di Londra non la rispettava. Hitler ordinò quindi di accelerare i piani d'invasione, per anticipare i piani di Churchill ed impedirgli di controllare il porto di Narvik. Il 21 febbraio seguente il generale Nikolaus von Falkenhorst fu incaricato di pianificare l'invasione e gli venne consegnato il comando delle forze di terra.

## Piani iniziali

### Piani Alleati
Con il termine della Guerra d'Inverno, gli Alleati convennero che qualunque occupazione della Norvegia o della Svezia avrebbe arrecato più danno che utile, rischiando di trascinare le nazioni neutrali in alleanze con la Germania. Tuttavia, il nuovo Primo ministro francese Paul Reynaud intraprese una nuova linea di azione, più aggressiva rispetto a quella del suo predecessore, desiderando che fosse compiuta qualche forma di azione contro la Germania. Churchill era un forte sostenitore dell'invasione della Norvegia, poiché desiderava l'allontanamento degli scontri dall'Inghilterra e dalla Francia per evitare la devastazione del loro territorio, come nella guerra precedente.
Venne deciso di mettere in pratica l'idea delle mine navali di Churchill, chiamata Operazione Wilfred, per obbligare le navi da trasporto ad entrare in acque internazionali dove potevano essere intercettate e distrutte dalla Royal Navy. Venne inoltre pianificato il "piano R4", un'operazione da effettuare in caso di una reazione della Germania all'operazione Wilfred, che prevedeva l'occupazione di Trondheim e Bergen e la distruzione della base aerea di Sola.
Venne proposta anche l'Operazione Royal Marine, che prevedeva la posa di mine anche nel fiume Reno, ma l'esecutivo di Parigi si oppose. L'operazione Wilfred, pianificata per il 5 aprile, venne ritardata fino all'8 aprile, quando la Gran Bretagna acconsentì ad effettuare le operazioni nello Stato scandinavo separatamente da quelle nel continente.

### Piani tedeschi
L'operazione Weserübung era già in pianificazione da molto tempo, anche se con bassa priorità, e con il susseguirsi degli eventi acquistò una nuova importanza dopo l'incidente dell'Altmark. Gli obiettivi principali dell'invasione erano la messa in sicurezza dei porti e delle miniere, con particolare rilievo per il porto di Narvik; inoltre era previsto il controllo stabile della nazione per evitare la collaborazione di questa con gli Alleati. Venne presentata come una "protezione armata" alla neutralità norvegese.
Una delle questioni che venne dibattuta più intensamente tra gli strateghi teutonici fu la necessità di occupare la Danimarca, come parte del piano principale: il piccolo Stato confinante era considerato vitale per la sua posizione, che garantiva un controllo navale e aereo migliore della zona. Mentre alcuni desideravano semplicemente mettere sotto pressione la Danimarca in modo che accettasse, venne infine deciso che sarebbe stato più sicuro per l'operazione occupare la nazione con la forza.
In quel periodo era in pianificazione anche l'invasione della Francia, che avrebbe richiesto l'impiego di buona parte delle forze tedesche: poiché alcuni reparti erano necessari per entrambe le invasioni, esse non potevano essere effettuate contemporaneamente. Per la copertura delle forze navali era necessario compiere operazioni durante la notte, ma essa si accorciava man mano che si avvicinava la primavera: per questo motivo, l'operazione Weserübung venne compiuta prima della Campagna transalpina.
L'operazione richiedeva la cattura di sei obiettivi primari per poter compiere gli sbarchi con i mezzi anfibi: Oslo, Kristiansand, Egersund, Bergen, Trondheim e Narvik. Inoltre, con l'appoggio dei paracadutisti (Fallschirmjäger), era pianificata la cattura di altre posizioni chiave, come le basi aeree di Fornebu, nei pressi di Oslo, e di Sola, vicino a Stavanger. Si sarebbe dovuta sopraffare velocemente la difesa della Norvegia ed occupare queste aree principali prima che si potesse formare una resistenza organizzata. Vennero impiegate le seguenti forze:
- Gruppe 1: 10 cacciatorpediniere a Narvik
- Gruppe 2: L'incrociatore pesante Admiral Hipper e quattro cacciatorpediniere a Trondheim
- Gruppe 3: Gli incrociatori leggeri Köln e Königsberg con vari vascelli di supporto più piccoli a Bergen
- Gruppe 4: L'incrociatore leggero Karlsruhe e altre piccole navi di supporto a Kristiansand.
- Gruppe 5: Gli incrociatori pesanti Blücher e Lützow, l'incrociatore leggero Emden e navi più piccole di supporto a Oslo
- Gruppe 6: Quattro dragamine a Egersund

Oltre a queste vennero inviati gl'incrociatori da battaglia Scharnhorst e Gneisenau, per scortare i gruppi 1 e 2, e altri scaglioni di navi per il trasporto di truppe ausiliarie, carburante ed equipaggiamento militare. Contro la Danimarca vennero inviate due brigate motorizzate per catturare i ponti e le truppe; la Luftwaffe si sarebbe occupata della presa di Copenaghen ed i paracadutisti di controllare le basi aeree a nord. La Germania, nella speranza di evitare il confronto armato con la popolazione in entrambe le nazioni, diede alle sue truppe l'ordine di fare fuoco solo se attaccati.

## Invasione

### Movimento della flotta

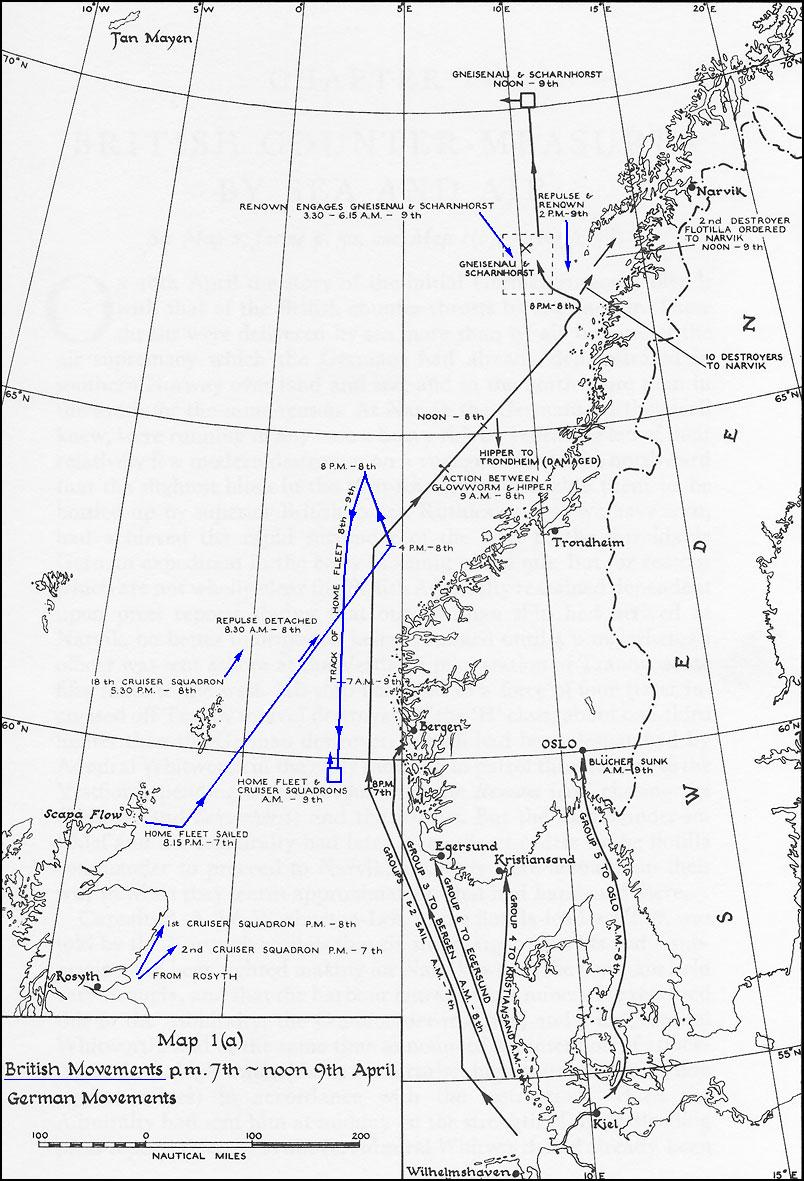
Movimenti navali del 7-9 aprile

L'invasione iniziò il 3 aprile 1940, quando navi di appoggio iniziarono a guidare la flotta principale. Gli Alleati diedero il via ai loro piani il giorno successivo, con l'invio di 16 sottomarini a Skagerrak e Kattegat come sentinelle: dodici cacciatorpediniere salparono da Scapa Flow verso i Vestfjord alla guida dell'Ammiraglio William Whitworth.
Il 7 aprile le condizioni meteorologiche nella regione iniziarono a peggiorare, con mare agitato e una densa nebbia, che resero difficile la navigazione: in una forte tempesta di neve, l'HMS Glowworm, uno dei cacciatorpediniere di scorta, dovette lasciare la formazione per recuperare un uomo in mare. Tuttavia il tempo aiutò i tedeschi, poiché fornì una copertura per le loro forze, e nella prima mattina questi inviarono i gruppi 1 e 2, che avevano la distanza maggiore da percorrere.
Anche se le ricognizioni erano difficili, i due gruppi tedeschi vennero scoperti a 170 km sud di Naze (la parte più a sud della Norvegia), poco dopo le 08:00 dai pattugliatori della RAF: una squadra di bombardieri venne inviata all'attacco delle navi, ma questi non riuscirono a causare danni rilevanti. Dalle informazioni ricevute sui movimenti tedeschi, l'ammiragliato giunse alla conclusione che la Germania cercava di forzare il blocco navale alleato posto per fermare le rotte commerciali atlantiche.
L'ammiraglio Charles Forbes, comandante in capo della flotta britannica, venne informato degli eventi ed iniziò l'intercettazione alle 20:15. Le fazioni, non al corrente della portata della situazione, procedettero secondo i piani: la HMS Renown giunse a Vestfjord a tarda notte e mantenne la posizione nei pressi dell'entrata mentre i dragamine procedettero nei loro compiti; nel frattempo, i tedeschi lanciarono il resto della loro forza d'invasione. Il primo contatto diretto tra le due parti avvenne il mattino seguente in modo non intenzionale.
La Glowworm, che procedeva per riunirsi alla Renown, giunse dietro al cacciatorpediniere Z11 Bernd von Arnim e successivamente al cacciatorpediniere Z18 Hans Lüdemann l'8 aprile. Ne risultò un duello, a cui si unì la Admiral Hipper, che giunse in risposta alla richiesta di aiuto delle due navi. La Admiral Hipper danneggiò la Glowworm e quest'ultima, nell'impossibilità di contrastare la nave tedesca più grande, la speronò. La Hipper ricevette dei danni ingenti e rispose facendo fuoco sulla Glowworm, che venne distrutta. Durante la battaglia, la Glowworm ruppe il silenzio radio e informò l'ammiragliato della situazione. Non fu in grado di completare la comunicazione, e al comando giunse solo l'informazione che la nave si stava confrontando con una grande nave tedesca, che era stato fatto fuoco e che non era stato ripristinato il contatto con il cacciatorpediniere.
Di risposta, il comando ordinò che la Renown e il suo cacciatorpediniere di scorta (gli altri due si erano diretti verso dei porti amici per il rifornimento di carburante) di abbandonare le posizioni a Vestfjord e dirigersi sull'ultima posizione conosciuta della Glowworm. Alle 10:45 venne ordinato agli otto cacciatorpediniere restanti di unirsi. Nel pomeriggio, il sottomarino polacco Orzeł affondò la nave tedesca di trasporto truppe Rio de Janeiro a Skagerrak. Anche se il sottomarino riferì l'incidente, il comando era troppo impegnato con la situazione della Glowworm e la forzatura del blocco da parte dei tedeschi. Di conseguenza l'informazione non venne inoltrata.
Molti dei soldati tedeschi vennero recuperati dai pescherecci norvegesi e sotto interrogatorio rivelarono che erano stati assegnati per proteggere Bergen dagli Alleati: questa informazione venne inoltrata ad Oslo, dove il parlamento norvegese liquidò l'evento come un atto di ignoranza da parte dei soldati tedeschi e non stabilì misure difensive, tranne l'allerta della guardia costiera. Alle 14:00 l'ammiragliato ricevette l'informazione che i ricognitori aerei avevano localizzato un gruppo di navi tedesche a considerevole distanza a ovest-nordovest di Trondheim, dirette a ovest: questo rinforzò la convinzione che i tedeschi stavano tentando di forzare il blocco e la flotta britannica cambiò direzione da nordest verso nordovest per intercettare nuovamente le forze della Germania.
Inoltre, Churchill annullò il piano "R4" e ordinò ai 4 incrociatori che trasportavano le truppe di scaricarli assieme ai rifornimenti e unirsi alla flotta. In realtà le navi tedesche, il Gruppe 2, stava solo effettuando delle manovre circolari di ritardo per avvicinarsi alla loro destinazione al momento stabilito. Quella notte, dopo essere giunto a conoscenza di molti avvistamenti di navi tedesche a sud della Norvegia, Charles Forbes iniziò a dubitare che i tedeschi stessero forzando il blocco e ordinò alla flotta di dirigersi in direzione sud verso Skagerrak e alla HMS Repulse, assieme ad un altro incrociatore e a qualche cacciatorpediniere di dirigersi a nord e unirsi alla Renown.
Alle 23:00, quando Forbes venne informato dell'incidente con il sottomarino Orzeł, il Gruppe 5 tedesco si stava avvicinando al vascello di pattugliamento norvegese Pol III nei pressi dell'ingresso dell'Oslofjord. Il Pol III lanciò velocemente un avvertimento alle batterie costiere a Rauøy (nell'omonima isola) e aprì il fuoco sulla torpediniera Albatros poco prima di collidere con essa. L'Albatros e altre due navi risposero con la mitragliatrice antiaerea, uccidendo il capitano e dando fuoco alla nave. Il gruppo entrò nell'Oslofjord e distrusse le batterie esterne senza incontrare troppi problemi. Diverse navi minori si staccarono dal gruppo per catturare le fortificazioni che erano state aggirate. Dopo aver raggiunto Oslo, il parlamento si riunì, ordinando la mobilitazione parziale e di non aprire il fuoco su navi inglesi e francesi.
In quel momento, più a nord, la Renown stava tornando indietro verso Vestfjord dopo aver raggiunto l'ultima posizione nota della Glowworm e non aver trovato nulla. A causa delle acque agitate Whitworth si era spinto più a nord del normale ed era separato dai suoi cacciatorpediniere quando incontrò la Scharnhorst e la Gneisenau. La Renown ingaggiò le due navi da battaglia e durante la breve battaglia venne danneggiato il sistema di controllo delle armi della Gneisenau. Le due navi tedesche si diressero a nord, con la Renown all'inseguimento, ma alle 04:00 vennero perse di vista a causa del maltempo.

### Weserzeit

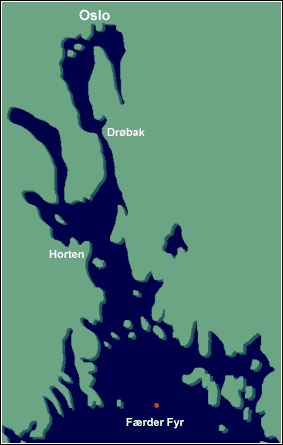
L'Oslofjord

I dieci cacciatorpediniere tedeschi del gruppo 1 entrarono nell'Ofotfjord che porta a Narvik. Non vennero ostacolati poiché non era presente alcuna nave britannica. Nel momento in cui raggiunsero l'area interna nei pressi del porto, la maggior parte dei cacciatorpediniere erano usciti dalla formazione principale per catturare le batterie esterne, lasciando solo tre navi tedesche a confrontarsi con due vecchie corazzate costiere norvegesi: la Eidsvold e la Norge, entrambe della classe Norge. Le navi tedesche aprirono il fuoco preventivamente sulla Eidsvold, affondandola dopo averla colpita con tre siluri.
La Norge entrò poco dopo nella battaglia aprendo il fuoco, ma i tiratori, che possedevano poca esperienza, mancarono le navi tedesche e venne affondata da una salva di siluri. A Trondheim, il gruppo 2 stava incontrando una blanda resistenza. Nel Trondheimsfjord, la Admiral Hipper ingaggiò le batterie di difesa, mentre i cacciatorpediniere le stavano sorpassando a 25 nodi. Un buon colpo della Hipper interruppe i cavi elettrici per le luci di ricerca e rese le postazioni inoffensive; solo un cacciatorpediniere ricevette un colpo durante l'approdo.
A Bergen, le fortificazioni difensive opposero della resistenza all'avvicinamento del gruppo 3 e danneggiarono l'incrociatore leggero Königsberg e la Bremse. Tuttavia l'artiglieria era poco efficace in assenza di luci e le navi riuscirono ad approdare al porto senza troppi problemi. Le fortificazioni si arresero quando giunsero le unità della Luftwaffe. Le fortificazioni a Kristiansand opposero una resistenza maggiore, respingendo due volte l'approdo e danneggiando la Karlsruhe.
I norvegesi entrarono in confusione quando ricevettero l'ordine di non aprire il fuoco sulle navi inglesi e francesi: i tedeschi iniziarono infatti ad usare i codici norvegesi catturati a Horten e giunsero velocemente al porto e sbarcarono le truppe, catturando la città alle 11:00. Il gruppo 5 incontrò la dura resistenza delle fortificazioni difensive interne dell'Oslofjord, nei pressi di Drøbak: il gruppo, guidato dalla Blücher, si avvicinò ai forti ipotizzando che presi di sorpresa non avrebbero risposto al fuoco in tempo, come era successo per le difese esterne.
Quando l'incrociatore si trovò a breve distanza, la fortificazione aprì il fuoco. Nell'arco di qualche minuto la Blücher era in fiamme e venne finita da una salva di siluri provenienti da lanciasiluri posti a terra. Oltre l'equipaggio era imbarcato anche personale dello Stato maggiore della divisione dell'esercito assegnata alla conquista di Oslo. L'incrociatore Lützow, anch'esso danneggiato e con la convinzione che la Blücher era entrata in un campo minato, tornò indietro verso il gruppo 5 e a 19 km a sud di Sonsbukten sbarcò le truppe.
Questa distanza ritardò l'arrivo della forza principale di invasione ad Oslo di oltre 24 ore, anche se la capitale venne catturata circa venti ore dopo dalle truppe giunte alla base aerea di Fornebu. Il ritardo fornì tempo per la fuga del Re, del parlamento e della tesoreria nazionale in Inghilterra: come risultato, la Norvegia non si arrese mai, il governo Quisling venne dichiarato illegale e la Norvegia, assieme alla sua grande flotta mercantile rimase alleata nella guerra e non un semplice territorio conquistato. Era pianificata la cattura e messa in sicurezza della base di Fornebu da parte dei paracadutisti circa un'ora dopo l'arrivo delle prime truppe, ma gli aerei si persero nella nebbia e non giunsero sull'obiettivo.
Comunque la base non era altamente difesa e i soldati tedeschi la catturarono in breve tempo. La forza aerea norvegese di stanza a Fornebu resistette con i suoi biplani Gloster Gladiator fino all'esaurimento delle munizioni; in seguito si diressero verso basi aeree secondarie. Il personale di terra rimase presto con scarse munizioni, nella confusione generale nessuno pensò o ebbe il tempo di distribuire munizioni. I tentativi norvegesi di organizzare un contrattacco ebbero vita breve e non condussero ad alcun risultato. Oslo venne dichiarata città aperta e si arrese. Il gruppo 6 a Egersund e i paracadutisti a Stavanger non incontrarono resistenza significativa e catturarono velocemente i loro obiettivi.

#### Conquista della Danimarca

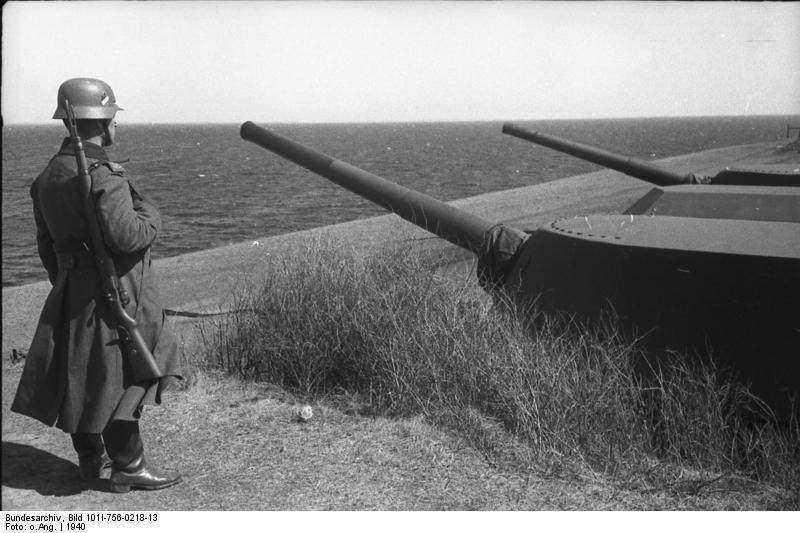
Soldato tedesco accanto ad una batteria costiera danese dopo l'occupazione del paese

La Wehrmacht attraversò il confine danese il 9 aprile alle 04:15. In un'operazione coordinata, le truppe tedesche vennero sbarcate nel porto di Langelinie nella capitale Copenaghen e iniziarono ad occupare la città; i paracadutisti tedeschi (Fallschirmjäger) presero anche il controllo dell'aeroporto di Aalborg e contemporaneamente l'ambasciatore tedesco presentò un ultimatum a re Cristiano X (dei rapporti che descrivevano i piani tedeschi erano stati inviati al governo qualche giorno prima, ma vennero ignorati). L'esercito danese era piccolo, mal preparato e con equipaggiamento obsoleto ma resistette in varie zone della nazione, in particolare le guardie reali nel Palazzo di Amalienborg a Copenaghen e le forze nei pressi di Haderslev.
Alle 06:30 il Re, dopo aver consultato il Primo Ministro Thorvald Stauning decise la resa, convinto che ulteriori scontri avrebbero solo causato la perdita inutile di vite danesi: il popolo venne preso completamente di sorpresa dall'occupazione e il governo li invitò a cooperare con le autorità tedesche. L'occupazione della Danimarca venne completata il 10 aprile e durò fino al 5 maggio 1945. Buona parte delle navi commerciali danesi riuscì a fuggire, poiché il presidente della compagnia di trasporti Mærsk, Arnold Peter Møller, comunicò alle sue 36 navi di allontanarsi in alto mare e spostarsi verso porti Alleati o neutrali. Come azione preventiva per evitare l'invasione tedesca, il 12 aprile 1940 le forze inglesi occuparono le isole Fær Øer e una comunità amministrativa danese.

### Risposta Alleata
Ben presto divenne nota l'invasione tedesca a Trondheim, Bergen, Stavanger, come le schermaglie nell'Oslofjord. Non essendo nota la posizione delle due navi da battaglia tedesche, la flotta inglese si concentrò alla vicina Bergen e inviò una forza d'attacco. I rapporti dei ricognitori della RAF che riferirono un'opposizione più forte del previsto e la possibilità che i tedeschi controllassero anche le difese costiere costrinse gli inglesi a richiamare l'attacco e inviare la portaerei HMS Furious per lanciare degli aerosiluranti contro le navi nemiche. Tuttavia questo attacco non ebbe luogo poiché i bombardieri della Luftwaffe lanciarono un assalto contro la flotta, affondando il cacciatorpediniere HMS Gurkha e costringendola a spostarsi verso Nord quando le misure antiaeree si rivelarono inefficaci. La superiorità aerea tedesca nell'area indusse l'Inghilterra a concentrare i vascelli di superficie a nord e i sottomarini e l'aviazione nelle regioni del sud.
L'Ammiragliato venne informato che solo un cacciatorpediniere tedesco era situato a Narvik, e venne deciso di inviare la 2ª flottiglia di cacciatorpediniere, costituita da navi che avevano prestato servizio di supporto precedentemente per l'operazione Wilfred.
Questa flottiglia, al comando del capitano Bernard Warburton-Lee si era già distaccata dalla Renown durante l'inseguimento della Scharnhorst e della Gneisenau, poiché era stata assegnata al controllo dell'ingresso del Vestfjord. Alle 16:00 del 9 aprile la flotta di cacciatorpediniere sbarcò un ufficiale a Tranøy, a 50 miglia ad ovest di Narvik, il quale apprese da persone del posto che le forze nemiche erano costituite da un sottomarino e da 4 a 6 cacciatorpediniere. Warburton-Lee informò l'Ammiragliato, assieme alle sue intenzioni di attaccare il giorno successivo all'alba in alto mare, in modo da sfruttare l'effetto sorpresa ed essere protetto dalle mine. La decisione venne approvata dall'Ammiragliato durante quella notte.
Nella mattina successiva, Warburton-Lee portò la sua nave ammiraglia HMS Hardy e quattro cacciatorpediniere all'interno dell'Ofotfjord. Alle 04:30 giunse alla darsena di Narvik e vi entrò con la HMS Hunter e la HMS Havock, lasciando la HMS Hotspur e la HMS Hostile all'ingresso di guardia. La nebbia e la neve erano molto intense, permettendo l'avvicinamento furtivo. Quando giunsero al porto trovarono cinque cacciatorpediniere tedeschi ed aprirono il fuoco, iniziando la prima battaglia navale di Narvik. Dopo che la Hotspur e la Hostile si unirono, vennero affondati due cacciatorpediniere, sei navi cisterne e di rifornimento e un cacciatorpediniere venne disabilitato. Il Commodoro Friedrich Bonte, a comando della flotta tedesca, perse la vita quando la sua nave ammiraglia Z21 Wilhelm Heidkamp venne affondata. La flotta di Warburton-Lee uscì dal porto quasi senza danni.
Alle 06:00 la 2ª flottiglia di cacciatorpediniere stava tornando verso l'entrata del Vestfjord quando dall'Herjangsfjord, che si trovava dietro, emersero tre cacciatorpediniere tedeschi, comandati dal Comandante Erich Bey. Qualche minuto dopo altre due navi tedesche giunsero di prua, circondando le forze inglesi. La Hardy fu la prima nave ad essere colpita e venne velocemente messa fuori combattimento, incagliandosi. La successiva fu la Hunter, che si bloccò dopo essere stata colpita ripetutamente. La Hotspur venne colpita al timone, e fuori controllo urtò la Hunter. La coppia di navi subì altri colpi, prima che la Hotspur riuscisse a disincagliarsi. La Hostile e la Havoc nel frattempo si erano allontanate, ma tornarono indietro per fornire aiuto alla Hotspur in ritirata. Le navi tedesche ricevettero pochi colpi, ma essendo a corto di carburante, non furono in grado di inseguire. Quando uscirono dall'Ofotfjord, le tre navi inglesi riuscirono ad affondare la nave da rifornimento tedesca Rauenfels.
Poco dopo la prima battaglia di Narvik, altre due navi tedesche vennero affondate dalle forze inglesi. Un attacco a lungo raggio della Fleet Air Arm dalla base situata ad Hatston nelle Isole Orcadi distrusse l'incrociatore Königsberg, già danneggiato precedentemente, stabilendo il record come nave più grande affondata da un aereo. Inoltre il sottomarino HMS Truant affondò l'incrociatore leggero Karlsruhe nella notte del 9 aprile poco dopo aver lasciato Kristiansand. Il giorno successivo, il 10 aprile, la Furious e la nave da battaglia HMS Warspite si unirono alla flotta e venne condotto un altro attacco aereo su Trondheim con lo scopo di affondare la Admiral Hipper. Tuttavia, la nave da battaglia tedesca si era già allontanata ed era in rotta verso la Germania; nessun'altra nave tedesca venne colpita durante l'attacco. A sud la HMS Spearfish danneggiò gravemente l'incrociatore pesante Lützow a mezzanotte dell'11 aprile, il quale dovette essere sottoposto a riparazioni per un anno.
Quando divenne chiaro che la flotta tedesca era uscita dalle acque norvegesi, la flotta britannica continuò verso Narvik sperando di incontrare i cacciatorpediniere restanti, tuttavia venne ostacolata da bombardieri nemici che la costrinsero a dirigersi verso ovest allontanandosi dalla costa. Ma il 12 aprile le navi inglesi riuscirono a portarsi sufficientemente vicine per lanciare un attacco aereo sul porto. I risultati furono tuttavia deludenti e venne quindi deciso di inviare la nave da battaglia Warspite, assieme ad una considerevole scorta, al comando di Whitworth.

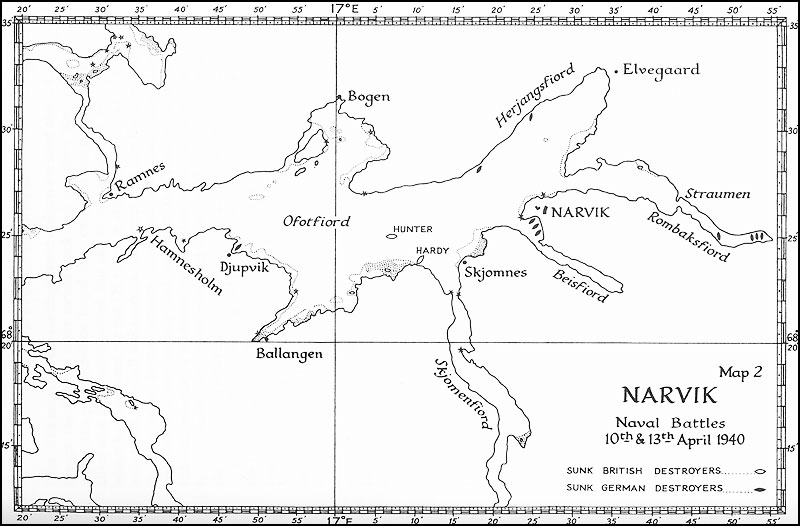
Battaglie di Narvik

Nella mattinata del 13 aprile Whitworth entrò nel Vestfjord utilizzando come guida l'aereo di esplorazione della Warspite. Oltre alla localizzazione di due navi tedesche, l'aereo affondò un sottomarino. I cacciatorpediniere di scorta della Warspite si spostarono 5 km in avanti rispetto alla nave ammiraglia e furono i primi ad ingaggiare le navi tedesche. In questa seconda battaglia navale di Narvik entrambe le fazioni non riuscirono a causare molti danni alle controparti. Quando i tedeschi furono a corto di munizioni, indietreggiarono verso la darsena. Nel pomeriggio tentarono di fuggire verso Rombaksfjord, tranne la Z19 Hermann Künne che si incagliò e venne distrutta dalla HMS Eskimo. I quattro cacciatorpediniere inglesi continuarono a dare la caccia alle navi tedesche attraverso il Rombaksfjord e la Eskimo venne danneggiata. Tuttavia la situazione tedesca era senza speranza, poiché le navi erano a corto di carburante e munizioni. Quando giunsero le navi inglesi gli equipaggi tedeschi avevano abbandonato le navi ed erano fuggiti. Alle 18:30 le navi inglesi tornarono indietro.

## Situazione norvegese
L'invasione tedesca aveva raggiunto gran parte dei suoi scopi, avendo attaccato e colto le forze norvegesi impreparate. Questa situazione non venne aiutata dall'ordine del governo di una mobilitazione solo parziale. Non tutto era perduto per gli Alleati: la sconfitta del gruppo 5 nell'Oslofjord aveva fornito alcune ore di vantaggio alla Norvegia, che vennero usate per evacuare la famiglia reale ed il governo ad Hamar. Con il governo in esilio, Vidkun Quisling prese il controllo di una stazione radio, annunciando il colpo di Stato e proclamandosi primo ministro della Norvegia. Il suo primo atto ufficiale fu, alle 19:30, la cancellazione dell'ordine di mobilitazione.
In serata il governo norvegese si stabilì a Elverum, ritenendo Hamar poco sicuro. Tutte le richieste tedesche vennero respinte, anche se continuarono i negoziati con la Germania. Per precauzione, il colonnello norvegese Otto Ruge, ispettore generale della fanteria, costituì un blocco stradale a 110 km a Nord di Oslo, nei pressi di Midtskogen. Ben presto incontrò un piccolo distaccamento di truppe, guidate dall'addetto militare aeronautico per l'ambasciata tedesca, che stavano dirigendosi a nord per sistemare la situazione istantaneamente catturando il Re Haakon VII. Vi fu uno scontro tra le due forze, ma i tedeschi si ritirarono dopo che l'air attacheé tedesco venne ucciso dalle guardie reali norvegesi. Il 10 aprile i negoziati tra la Norvegia e la Germania fallirono definitivamente, dopo il rifiuto dei delegati norvegesi, guidati da Haakon VII, della richiesta tedesca di riconoscere il nuovo governo di Quisling.
Uno degli atti finali delle autorità norvegesi prima di andare in esilio fu la promozione di Otto Ruge al grado di maggior generale e la nomina a comandante in capo dell'esercito, con la supervisione delle forze di resistenza all'invasione. Con il controllo delle città maggiori, dei porti e degli aeroporti, assieme alla maggior parte dei depositi di armi e delle reti di comunicazioni, l'opposizione militare alle forze tedesche era comunque un compito impossibile. Ruge decise che la sua unica possibilità consisteva nel cercare di mettere in stallo la Germania fino all'arrivo dei rinforzi dal Regno Unito e dalla Francia.
L'11 aprile, dopo aver ricevuto rinforzi ad Oslo, ebbe inizio l'offensiva del generale Falkenhorst, con l'obiettivo di ricollegare le forze tedesche, che si erano sparpagliate prima della mobilitazione vera e propria della popolazione e del previsto intervento degli Alleati. Il primo obiettivo fu la messa in sicurezza dell'area di Oslofjord e in seguito l'utilizzo delle divisioni di fanteria 196ª e 163ª divisione per stabilire il contatto con le forze presenti a Trondheim.
Il 14 aprile la 1ª divisione norvegese, che si trovava ad est dell'Oslofjord nei pressi di Østfold, fuggì in Svezia e la 3ª divisione norvegese, stanziata a Kristiansand, si arrese. La 4ª divisione a Bergen evitò gl'iniziali sbarchi di truppe tedesche e le ingaggiò per rallentarne l'avanzata mentre si muovevano verso la zona est della città, ma gli sforzi vennero annullati velocemente dal trasferimento della divisione a Valdres, per fornire appoggio a Østlandet, dove la situazione stava diventando critica. La 5ª divisione a Trondheim perse quasi tutti i rifornimenti all'inizio dell'invasione e il suo comandante decise di rimanere a Steinkjer, invece di attaccare. La 6ª divisione era molto a nord, vicino ai confini con la Finlandia, e praticamente non in contatto con alcuna area occupata dai tedeschi.
Per il generale Ruge era disponibile solo la 2ª divisione, che attraverso volontari crebbe da 3 000 fino a 12 000 unità. Ruge venne finanziato con 11,1 milioni di corone, ma le forze a sua disposizione non avrebbero mai potuto condurre azioni offensive dirette. Il generale scelse quindi di concentrare la divisione nelle valli di Gudbrandsdal e Østerdalen, che conducevano da Oslo a Trondheim. Da lì, su un terreno favorevole, attaccarono i tedeschi con tecniche di tipo "colpisci-e-fuggi", imboscate e demolizioni selettive, per ostacolare lo spostamento verso il nord delle due divisioni.
Tuttavia non vi era possibilità di bloccare completamente i tedeschi, che iniziarono ad usare l'appoggio aereo e piccoli mezzi per neutralizzare le posizioni norvegesi. Il 20 aprile le forze tedesche riuscirono ad avanzare fino a Elverum, situata a 305 km a sud di Trondheim. I continui combattimenti avevano indebolito le forze norvegesi, che si trovavano anche a corto di rifornimenti.

## Campagna di terra
Quando l'invasione tedesca divenne chiara all'Inghilterra, vennero iniziati i preparativi per un contrattacco. Si svilupparono forti contrasti interni tra il comando dell'esercito, che, dopo aver conferito con Otto Ruge, era intenzionato ad attaccare Trondheim, e Churchill, che voleva conquistare Narvik. Come compromesso si inviarono truppe su entrambi gli obiettivi.

### Campagna nella Norvegia centrale

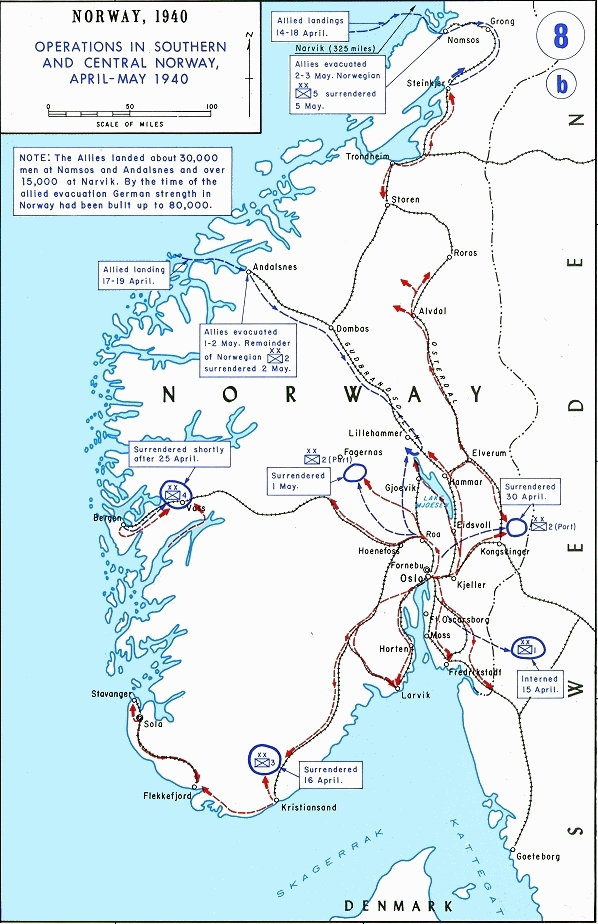
Operazioni in Norvegia nell'aprile e maggio 1940

L'iniziale pianificazione della campagna nella regione centrale della Norvegia, chiamata Operazione Hammer, prevedeva un attacco su tre lati a Trondheim da parte delle forze Alleate, mentre i norvegesi contenevano le forze nemiche a sud. Le forze Alleate sarebbero sbarcate a Namsos a nord (Mauriceforce), ad Aandalsnes a sud (Sickleforce) e attorno a Trondheim (Hammerforce). I piani vennero modificati velocemente, poiché venne giudicato troppo rischioso un attacco diretto a Trondheim, che venne annullato mantenendo quelli previsti a nord e a sud.
Per fermare lo sbarco degli alleati il comando della Wehrmacht ordinò ad una compagnia di paracadutisti di atterrare sul nodo ferroviario di Dombås, nella parte superiore della valle di Gudbrandsdal. Le forze tedesche vi giunsero il 14 aprile e bloccarono la ferrovia e la rete stradale nella Norvegia centrale per cinque giorni nella Battaglia di Dombås, prima di arrendersi alle forze norvegesi.
Il 17 aprile, la Mauriceforce, composta principalmente dalla 146ª brigata fanteria inglese al comando del maggior generale Adrian Carton de Wiart, giunse a Namsos. Durante il viaggio le truppe vennero trasferite usando i cacciatorpediniere invece delle navi da trasporto a causa dello stretto passaggio del fiordo che conduce a Namsos. Un così grande trasferimento di rifornimenti provocò confusione, che, insieme alla mancanza di appoggio aereo, causò numerosi problemi. Poco dopo de Wiart spostò le truppe fuori da Namsos, verso Steinkjer, dove si unì alla 5ª fanteria norvegese. Le offensive aeree impedirono qualunque attacco e il 21 aprile la Mauriceforce venne attaccata dalla 181ª divisione tedesca da Trondheim. I norvegesi furono costretti a ritirarsi, lasciando Steinkjer ai tedeschi.
La Sickleforce, costituita principalmente dalla 148ª brigata fanteria al comando del maggior generale Bernard Paget, giunse ad Åndalsnes il 18 aprile. Da questa città le forze inglesi viaggiarono via treno al villaggio di Dombås per proseguire a nord verso Trondheim. Esse s'incontrarono invece con il generale Ruge, il quale riferì che non era possibile contenere ancora per molto tempo i tedeschi lungo le valli. Sapendo che un eventuale assalto li avrebbe tagliati fuori dai rifornimenti e si sarebbero trovati circondati, Paget si diresse verso sud a Lillehammer. Le forze inglesi non poterono soffermarsi a lungo, poiché vennero attaccate dalle truppe di Pellengahr e furono costrette alla ritirata attraverso la valle Tretten. In un successivo attacco la 148ª brigata venne distrutta. Nel frattempo la 15ª brigata di fanteria inglese giunse ad Åndalsnes ed iniziò a spostarsi a sud per soccorrere la 148ª. Incontrarono le forze tedesche a Kvam, situata tra Tretten e Dombås e vennero respinti indietro fino a Kjorem, dove furono esposti ad ulteriori assalti.
Il 28 aprile entrambi i gruppi erano in difficoltà e venne deciso il ritiro delle forze dalla Norvegia centrale. La Sickleforce, con l'aiuto del generale Ruge, riuscì a tornare ad Åndalsnes ed evacuarla il 2 maggio alle 02:00, poche ore prima che la 196ª divisione tedesca catturasse il porto. La Mauriceforce, venne evacuata il 3 maggio anche se due navi di supporto, il cacciatorpediniere francese Bison e il cacciatorpediniere inglese Afridi, vennero affondate dai bombardamenti in picchiata degli Junkers Ju 87 Stuka.
Il fallimento della campagna nella Norvegia centrale è considerato una delle cause dirette della sconfitta alleata, che ebbe come conseguenza le dimissioni del primo ministro inglese Neville Chamberlain e il passaggio dell'incarico di governo a Winston Churchill.

### Campagna nella Norvegia settentrionale
Venne lanciata contemporaneamente alle azioni su Trondheim una seconda campagna al nord per recuperare Narvik. Come la campagna nelle regioni centrali della Norvegia, anche la spedizione a Narvik dovette affrontare numerosi ostacoli. Uno dei primi problemi fu la disorganizzazione del comando: le forze navali nell'area erano gestite dall'Ammiraglio di Flotta William Boyle, al quale venne ordinato di ripulire la zona dalle forze tedesche il più presto possibile. Al comandante delle forze di terra, il maggior generale Pierse Mackesy, venne invece ordinato di non far sbarcare le truppe in aree con forte presenza nemica per non danneggiare la popolazione norvegese di quelle regioni.
I due s'incontrarono il 15 aprile per decidere le azioni: Boyle puntò su un assalto immediato a Narvik e Mackesy ribatté che una mossa di quel genere avrebbe decimato le sue forze; Boyle infine seguì i consigli di Mackesy. Le forze alla guida di Mackesy, con il nome in codice di Rupertforce, erano costituite dalla 24ª brigata fanteria e da unità francesi e polacche. Il 15 aprile vennero sbarcate ad Harstad, una piccola città sull'isola di Hinnøya, ma a causa della confusione generale, del maltempo, delle attrezzature inadeguate e degli attacchi costanti dei bombardieri tedeschi, lo sbarco completo richiese più di una settimana.
Nel frattempo, la Royal Navy catturò l'U-Boot 49, che conteneva documenti riguardanti la disposizione di tutti gli U-Boot nel mare di Norvegia. Dopo il fallimento nella Norvegia centrale, vennero intensificati i preparativi per le forze situate al nord, tra cui due squadroni di aerei da combattimento dalla base di Bardufoss, che vennero trasportati per mezzo di portaerei. Il 28 maggio gli Alleati riuscirono a catturare Narvik, ma l'invasione della Francia da parte della Germania mutò completamente tutta la situazione della guerra e l'importanza della Norvegia diminuì considerevolmente. La ritirata dalla Norvegia, con il nome in codice di Operazione Alphabet venne approvata il 24 maggio.
L'evacuazione di truppe e materiali da Harstad ebbe luogo nei giorni 7 ed 8 giugno 1940 e numerose navi britanniche si autaffondarono per evitare di finire in mano tedesca. Tra queste vi fu anche la RV Belgica, che alla fine del XIX secolo era stata il mezzo di trasporto della Spedizione belga in Antartide, effettuata fra il 1897 e il 1899.
Questa nave, dopo aver subito varie ristrutturazioni e cambiamenti di proprietà, batteva bandiera norvegese e nell'aprile 1940 era stata requisita dalle Forze della Spedizione franco-britannica, per essere utilizzata come nave-deposito di esplosivi ad alto potenziale. I tedeschi avevano lanciato l'Operazione Juno, per allentare la pressione sulle truppe tedesche a Narvik e, dopo aver scoperto l'evacuazione, intercettarono ed affondarono due cacciatorpediniere inglesi e la portaerei HMS Glorious.

## Occupazione

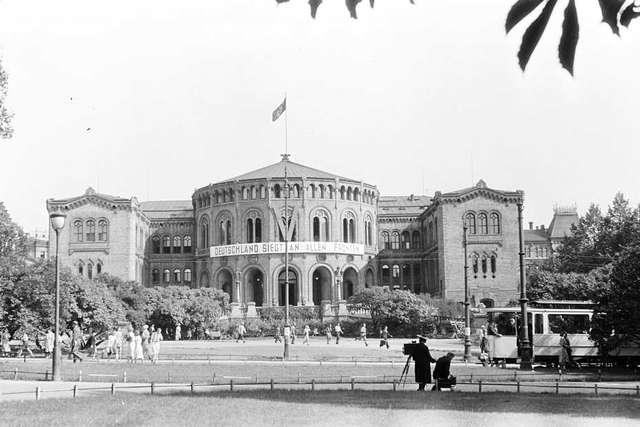
La bandiera tedesca sventola sul Parlamento norvegese ad Oslo, al termine della campagna

Dopo la fuga degli Alleati, l'esercito norvegese venne rapidamente sconfitto ed ebbe inizio l'occupazione tedesca della Norvegia, con la creazione del Reichskommissariat Norwegen, che sarebbe proseguita fino alla resa della Germania nel maggio del 1945. Nel paese rimase attivo un movimento di resistenza, il quale operò attraverso la flotta mercantile norvegese e la disobbedienza civile. Il re ed il gabinetto si stabilirono a Londra, da dove diressero la resistenza, che aumentò la sua efficienza durante gli ultimi anni di occupazione. Dal 1942 nel paese vi fu una diarchia con il governo di Quisling.
La marina e l'aeronautica norvegese si stabilirono in Inghilterra, utilizzando i mezzi e le unità che erano riuscite a sfuggire all'occupazione tedesca, e tali forze vennero impegnate in estesi combattimenti durante la protezione dei convogli nell'Atlantico settentrionale e nei cieli europei. I ranghi vennero rinforzati da gruppi di rifugiati, che erano fuggiti dalla Norvegia e l'equipaggiamento venne portato ai livelli degli standard inglesi e statunitensi.
In Scozia venne ricostituito l'esercito norvegese, tuttavia, a parte un piccolo gruppo di forze speciali, esso venne poco impiegato nel resto della guerra. Parte dell'esercito norvegese partecipò nella liberazione del Finnmark, la contea più settentrionale della Norvegia, durante l'inverno del 1944-45, dopo che l'area ere stata evacuata dai tedeschi. Anche in Svezia, negli ultimi due anni di guerra, si raggrupparono delle forze.

## Analisi
L'operazione fu un successo decisivo per la Germania. Sia la Danimarca che la Norvegia furono occupate con perdite relativamente leggere: 3 800 tedeschi uccisi e 1 600 feriti. L'effetto sorpresa fu quasi totale, soprattutto in Danimarca, e solo nell'area di Narvik ci furono dei problemi. La Luftwaffe perse 100 aerei, circa il 10% di quelli coinvolti nell'operazione. Tuttavia in mare la Kriegsmarine perse un incrociatore pesante, due incrociatori leggeri, dieci cacciatorpediniere e sei sommergibili, lasciando la marina indebolita durante i mesi estivi, quando Hitler stava pianificando l'invasione della Gran Bretagna.
Anche i britannici subirono danni alla loro flotta, perdendo una portaerei, due incrociatori, sette cacciatorpediniere e un sommergibile, ma la Royal Navy poté assorbire meglio le perdite rispetto alla Germania. La Gran Bretagna si avvantaggiò anche della marina mercantile norvegese, una delle più grandi del mondo. La marina francese perse un grande cacciatorpediniere durante la campagna e la marina norvegese un cacciatorpediniere, due navi da difesa costiere e tre sottomarini furono abbandonati.
I britannici ottennero un parziale successo a Narvik, causando un'interruzione di circa sei mesi delle consegne di ferro, la metà rispetto ai dodici inizialmente previsti. L'occupazione tedesca fu una spina nel fianco degli Alleati per gli anni successivi. Con lo stanziamento degli aerei a lungo raggio tedeschi, diversi squadroni di aerei da combattimento inglesi dovettero rimanere al nord durante la Battaglia d'Inghilterra e le navi tedesche usarono la Norvegia come base di partenza per raggiungere indisturbate il Nord Atlantico. Dopo l'invasione tedesca della Russia, nel 1941, le basi aeree norvegesi furono utilizzate per interdire i convogli artici alleati, infliggendo pesanti perdite.
L'occupazione della Norvegia divenne tuttavia onerosa per la Germania, poiché le lunghe ed esposte linee costiere offrivano molte opportunità di raid agli Alleati; inoltre, la nazione richiese un numero ingente di forze, che raggiunse il massimo nel 1944 con 400 000 unità: queste forze non poterono essere impiegate in Russia o durante gli sbarchi alleati in Francia.